# La sal de la Terra (pel·lícula de 2014)
La sal de la Terra (títol original en anglès, The Salt of the Earth) és una pel·lícula documental biogràfica coproduïda per França i Brasil l'any 2014 i dirigida per Wim Wenders i Juliano Ribeiro Salgado sobre la vida del fotògraf brasiler Sebastião Salgado. S'ha subtitulat al català.

## Argument

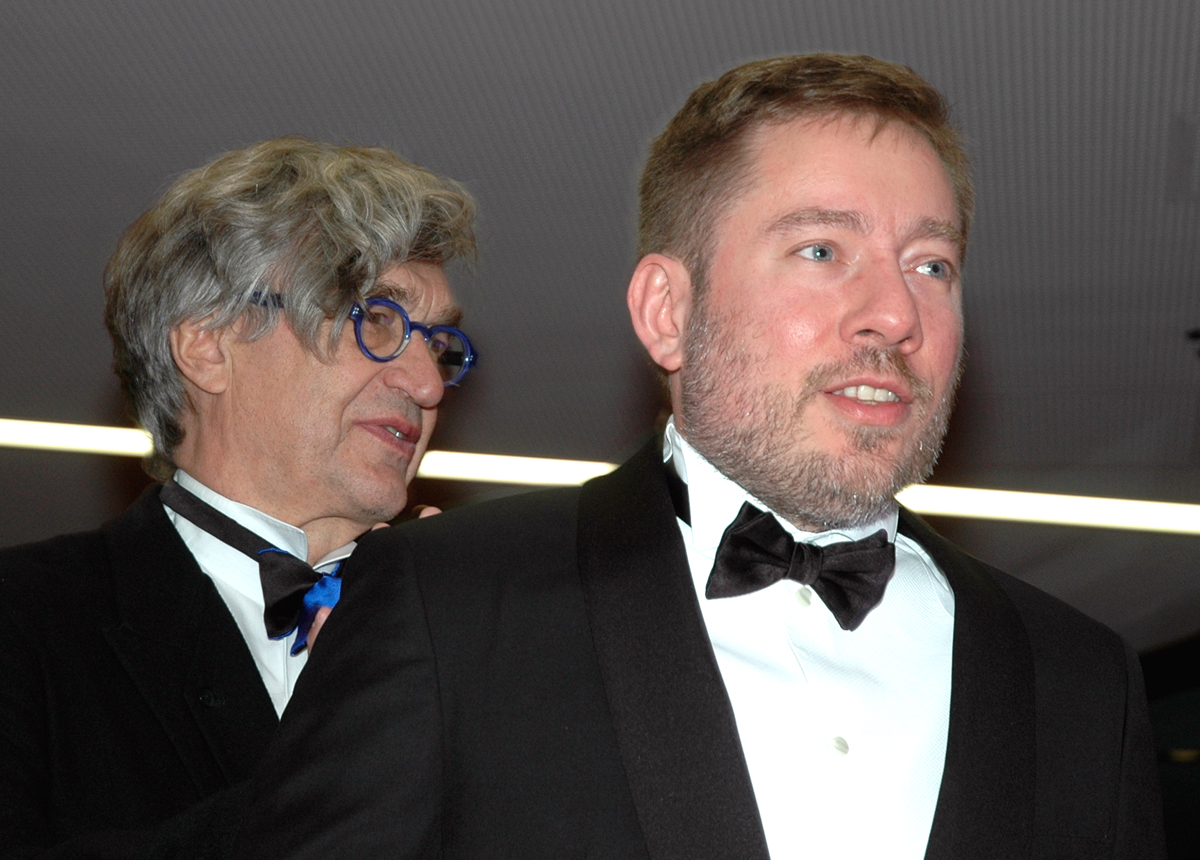
Wim Wenders i Juliano Ribeiro Salgado

La pel·lícula esdevé un documental que intenta recollir la vida i el treball de Sebastião Salgado durant els últims 40 anys. El fotògraf ha viatjat pels cinc continents seguint els passos d'una humanitat en canvi constant i recollint, amb l'objectiu de la seva càmera, des del patiment de l'ésser humà, en la seva vida diària arreu del planeta, fins a fer-nos partícips del descobriment de territoris verges amb flora i fauna salvatge, i de paisatges grandiosos.

## Premis
Va ser seleccionada per competir a la secció Un Certain Regard al Festival de Cinema de Canes 2014 on va guanyar el Premi Especial. I al Festival de Sant Sebastià de 2014 va guanyar el Premi del Públic. També va guanyar el Premi César a la millor pel·lícula documental.